# 中国铁路机车车辆工业总公司
中国铁路机车车辆工业总公司（英語：China National Railway Locomotive & Rolling Stock Industry Corporation，缩写作LORIC），简称中车公司，是中国历史上一家国营铁路机车车辆装备制造企业，属于中华人民共和国铁道部的直属企业，以生产铁路机车车辆及其配件为主，成立于1986年。2000年，经中国国务院批准，中车公司分拆为中国北方机车车辆工业集团公司和中国南方机车车辆工业集团公司，及後在2015年再次合併為中國中車（簡稱CRRC）。

## 历史

### 背景
中华人民共和国成立后，铁道部成立了厂务局管理铁路工厂业务，后来在1952年又分设机车车辆修理局和机车车辆制造局分别管理修理工厂和制造工厂。1958年，机车车辆制造局和修理局合并，成立了铁道部机车车辆工厂管理总局，负责统管机车车辆修理工厂和制造工厂；1966年改组为铁道部工厂总局；1975年改组为铁道部工业局。1978年1月1日起，铁道部工业局改组为铁道部工业总局，成为代部全面管理机车车辆生产的职权单位，对外仍为部的职能部门。1979年5月1日起，铁道部决定对工业总局实行“一个机构，两块牌子”，对外名称为中国铁路技术装备总公司（1982年10月改称中国铁路机车车辆工业总公司）。

### 成立
随着中国推行改革开放政策，经国务院批准，铁道部于1986年2月7日下发《关于成立铁道部机车车辆工业总公司的决定》（铁党【1986】7号）文件，工业总局改组为企业性质的“铁道部机车车辆工业总公司”，为铁道部直接领导下的具有生产和经营自主权的国营企业，对34个机车车辆、机械、电机工厂和4个机车车辆专业研究所实行统一领导和全面管理。
1989年，根据国家机构编制委员会批准的《铁道部“三定”方案》，铁道部决定自1989年9月1日起将铁道部机车车辆工业总公司的名称更改为中国铁路机车车辆工业总公司，为铁道部领导下的自主经营、独立核算、自负盈亏、具有法人资格的国营企业，实行总经理负责制，对当时下属的35个机车、车辆、机械、电机工厂和4个机车车辆研究所等单位实行统一领导和全面管理，同时统一了对内和对外名称。
1996年中车公司又改组为控股公司，由铁道部授权，对所属厂所实行国有资产经营和生产经营管理，作为国有资产的产权代表，以资产经营为主要职能，实行规模经营。

### 改组
截至1999年底，中车公司下属2个集团公司、33个工厂、4个研究所，总资产258.7亿元人民币，土地4902公顷，房屋建筑物1857万平方米，机器设备85701台套。年生产能力为电力机车350台、内燃机车700台、客车2900辆、货车40000辆和各种机车车辆配件300万件，工业总产值逾200亿元人民币。
随着1990年代末开始中国政府对铁路、民航、电信、烟草、军工等国营产业系统脱钩工作的部署。为改变财产边界不清、生产效率低下的状况，中国铁道部进行了打破政企合一、行业垄断的铁路运输行业体制的改革研究，于1998年底开始了对直属企业改组、调整、清理、规范的工作。铁道部首先决定了中国铁路工程总公司、中国铁道建筑总公司、中国铁路机车车辆工业总公司、中国铁路通信信号总公司、中国土木工程集团公司等五大直属非运输企业作为首批脱钩单位，脱钩方式采用总公司（集团）整体移交中央政府管理的方式进行。2000年3月23日，铁道部、国家经贸委联合向国务院上报了《关于铁路非运输企业政企分开方案的请示》。同年4月24日，方案得到国务院批复通过，5月进入五大公司（集团）脱钩移交阶段。2000年9月，经中国国务院批准，根据构建竞争主体、避免重复建设的精神，中车公司分拆为中国北方机车车辆工业集团公司和中国南方机车车辆工业集团公司两家国有独资大型集团公司，从铁道部归口管理划归为中央企业工委管理。2000年9月28日，铁道部印发《关于向中央工委移交中国铁路工程总公司等企业领导班子管理职责的通知》，依法规范了铁道部、铁路企业与五大公司间的相互关系，标志着铁道部与五大公司正式实现政企分开。

## 下属单位（2000年）

### 工厂
| - 齐齐哈尔铁路车辆（集团）有限责任公司 - 哈尔滨车辆厂 - 牡丹江机车车辆厂 - 长春机车厂 - 长春客车厂 - 沈阳机车车辆厂 - 大连机车车辆厂 - 唐山机车车辆厂 - 石家庄车辆厂 - 天津机车车辆机械厂 - 北京二七机车厂 - 北京二七车辆厂 | - 北京南口机车车辆机械厂 - 北京昌平机车车辆机械厂 - 太原机车车辆厂 - 大同机车厂 - 永济电机厂 - 济南机车车辆厂 - 四方机车车辆厂 - 南京浦镇车辆厂 - 戚墅堰机车车辆厂 - 铜陵车辆厂 - 洛阳机车厂 - 武汉江岸车辆厂 | - 武昌车辆厂 - 株洲电力机车厂 - 株洲车辆厂 - 柳州机车车辆厂 - 广州铁道车辆厂 - 资阳内燃机车厂 - 眉山车辆厂 - 成都机车车辆厂 - 贵阳车辆厂 - 西安车辆厂 - 兰州机车厂 |

### 专业研究所
- 铁道部株洲电力机车研究所
- 铁道部戚墅堰机车车辆工艺研究所
- 大连机车研究所
- 青岛四方车辆研究所

### 控股公司
- 北京铁工经贸公司
- 中车进出口有限责任公司
- 南方汇通股份有限公司

### 海外代表处
- 中车公司泰国代表处
- 中车公司伊朗代表处